# Districtul Dunakeszi
Dunakeszi (în maghiară Dunakeszi járás) este un district în județul Pest, Ungaria.
Districtul are o suprafață de 103,08 km2 și o populație de 78.757 locuitori (2013).

## Localități
- Csomád
- Dunakeszi
- Fót
- Göd